# Leo Shahar
Leo Shahar (Inglaterra, 18 de marzo de 2007) es un futbolista británico que juega como defensa en el Wolverhampton Wanderers F. C. de la Premier League.

## Estadísticas

### Clubes
Actualizado al último partido disputado el 15 de junio de 2023.
| Club                                     | Div.          | Temporada     | Liga  | Liga  | Copas nacionales | Copas nacionales | Copas internacionales | Copas internacionales | Total | Total |
| Club                                     | Div.          | Temporada     | Part. | Goles | Part.            | Goles            | Part.                 | Goles                 | Part. | Goles |
| ---------------------------------------- | ------------- | ------------- | ----- | ----- | ---------------- | ---------------- | --------------------- | --------------------- | ----- | ----- |
| Wolverhampton Wanderers F. C. Inglaterra | 1.ª           | 2023-24       | 0     | 0     | 0                | 0                | —                     | —                     | 0     | 0     |
| Wolverhampton Wanderers F. C. Inglaterra | Total club    | Total club    | 0     | 0     | 0                | 0                | 0                     | 0                     | 0     | 0     |
| Total carrera                            | Total carrera | Total carrera | 0     | 0     | 0                | 0                | 0                     | 0                     | 0     | 0     |